# Hellenthal
Hellenthal es un municipio localizado en el oeste de Alemania, dentro del estado federado de Renania del Norte-Westfalia. Está situado al sureste de Aquisgrán, en la región natural de Eifel y en una posición fronteriza con Bélgica.

## Historia

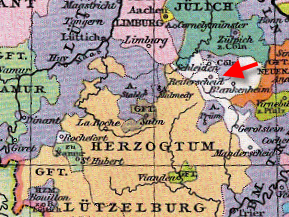
El señorío de Reifferscheid (en color blanco y señalado por una flecha roja) en 1400. Buena parte del actual municipio se situaba dentro de su territorio.

A pesar de haberse encontrado algunos restos de objetos romanos, se considera que el término de Hellenthal estaba mayormente deshabitado en esa época y que lo cubrían los bosques. Esta situación continuó con el dominio de los francos que sucedió al romano.
Ya en la Edad Media, el territorio de la comuna se repartía principalmente entre los señoríos de Reifferscheid y Wildenburg mientras que una menor parte estaba incluida en los de Schleiden, Kronenburg y Schönberg. Esta circunstancia causó que en la comarca se dieran luchas entre los diversos señores. El territorio sufrió una considerable destrucción durante la guerra de los Treinta Años y varios conflictos posteriores durante ese siglo XVII y el posterior XVIII.
En el otoño de 1794 fue invadido por tropas francesas y los mencionados señoríos desaparecieron bajo un nuevo modelo de administración similar al de Francia. Esta administración fue mantenida por Prusia cuando en 1819 se hizo cargo del territorio tras el congreso de Viena.
Durante las décadas centrales del siglo XIX se comenzaron a construir las primeras carreteras y el ferrocarril llegó en 1884. Ya en el siglo XX la comuna perdió a buena parte de su juventud durante la I Guerra Mundial aunque no lamentó destrucción al rendirse el país antes de que la línea de combate llegase a la región. Esto no ocurrió en la posterior contienda ya que se sufrieron los combates de la denominada batalla de las Ardenas. Este episodio bélico dejó un considerable rastro de destrucción en las poblaciones del municipio.
La posguerra significó una ingente labor de reconstrucción. La industria de transformación del hierro pudo prosperar siguiendo una tradición que se remonta al siglo XV. Por otra parte, los mejores accesos fueron convirtiendo a la comarca en un destino vacacional, tanto en verano como en invierno. Durante el periodo entre 1969 y 1972 se realizaron varias configuraciones administrativas con las diferentes poblaciones que componen el municipio hasta fijar la situación que se mantiene en la actualidad de un municipio compuesto por Hellenthal y 60 pedanías.

## Territorio

Situación de Hellenthal dentro del distrito de Euskirchen.

El territorio municipal de Hellenthal abarca una superficie de 13 783 ha de las que 2765 ha corresponden propiamente a la localidad de Hellenthal y resto a las sesenta pedanías del municipio.
Para la cabeza del municipio, el casco urbano, en sí, ocupa unas 125 ha. El área cultivada se compone de 982 ha (35 %) y el bosque, con 1471 ha, ocupa una parte predominante del término (53 %). En el total municipal, estos porcentajes se mantienen similares.
El territorio municipal es atravesado por el río Olef y sobre él se levanta la presa del pantano Oleftalsperre. Igualmente discurren un buen número de arroyos entre los que cabe destacar el Platissbach y el Reifferscheiderbach que desembocan en el citado río.
El municipio de Hellenthal se sitúa en el extremo suroeste de Renania del Norte, junto a Bélgica. Limita con los siguientes municipios:
| Noroeste: Monschau | Norte: Schleiden                                | Noreste: Kall            |
| Oeste: Bélgica     |                                                 | Este: Kall y Nettersheim |
| Suroeste Bélgica   | Sur: Scheid, Hallschlag, Ormont y Roth bei Prüm | Sureste: Dahlem          |

La densidad de población para el total municipal es bastante inferior al resto de Alemania: 59 habitantes/km² frente a los 230 hab/km² que se da a nivel nacional. El casco urbano de la cabeza del municipio se compone principalmente de casas unifamiliares y adosadas. El porcentaje de viviendas en edificios con más de tres unidades es bajo, solo del 3 %.
La localidad está situada en la región de Eifel donde, debido a su altitud, rige un clima continental dentro del área de clima oceánico del noroeste de Europa. Está caracterizado por una mayor oscilación térmica anual así como nieves y heladas durante el invierno. Los valores climáticos medios de la estación meteorológica de Nürburg situada a 58 km son los siguientes:
| Parámetros climáticos promedio de la Eifel-Wetterstation Nürburg-Barweiler | Parámetros climáticos promedio de la Eifel-Wetterstation Nürburg-Barweiler | Parámetros climáticos promedio de la Eifel-Wetterstation Nürburg-Barweiler | Parámetros climáticos promedio de la Eifel-Wetterstation Nürburg-Barweiler | Parámetros climáticos promedio de la Eifel-Wetterstation Nürburg-Barweiler | Parámetros climáticos promedio de la Eifel-Wetterstation Nürburg-Barweiler | Parámetros climáticos promedio de la Eifel-Wetterstation Nürburg-Barweiler | Parámetros climáticos promedio de la Eifel-Wetterstation Nürburg-Barweiler | Parámetros climáticos promedio de la Eifel-Wetterstation Nürburg-Barweiler | Parámetros climáticos promedio de la Eifel-Wetterstation Nürburg-Barweiler | Parámetros climáticos promedio de la Eifel-Wetterstation Nürburg-Barweiler | Parámetros climáticos promedio de la Eifel-Wetterstation Nürburg-Barweiler | Parámetros climáticos promedio de la Eifel-Wetterstation Nürburg-Barweiler | Parámetros climáticos promedio de la Eifel-Wetterstation Nürburg-Barweiler |
| Mes                                                                        | Ene.                                                                       | Feb.                                                                       | Mar.                                                                       | Abr.                                                                       | May.                                                                       | Jun.                                                                       | Jul.                                                                       | Ago.                                                                       | Sep.                                                                       | Oct.                                                                       | Nov.                                                                       | Dic.                                                                       | Anual                                                                      |
| -------------------------------------------------------------------------- | -------------------------------------------------------------------------- | -------------------------------------------------------------------------- | -------------------------------------------------------------------------- | -------------------------------------------------------------------------- | -------------------------------------------------------------------------- | -------------------------------------------------------------------------- | -------------------------------------------------------------------------- | -------------------------------------------------------------------------- | -------------------------------------------------------------------------- | -------------------------------------------------------------------------- | -------------------------------------------------------------------------- | -------------------------------------------------------------------------- | -------------------------------------------------------------------------- |
| Temp. máx. media (°C)                                                      | 1                                                                          | 2                                                                          | 5                                                                          | 9                                                                          | 14                                                                         | 17                                                                         | 19                                                                         | 19                                                                         | 16                                                                         | 11                                                                         | 5                                                                          | 2                                                                          | 10                                                                         |
| Temp. mín. media (°C)                                                      | −3                                                                         | −3                                                                         | −1                                                                         | 2                                                                          | 6                                                                          | 9                                                                          | 11                                                                         | 11                                                                         | 9                                                                          | 5                                                                          | 1                                                                          | −2                                                                         | 3.8                                                                        |
| Lluvias (mm)                                                               | 72                                                                         | 60                                                                         | 70                                                                         | 64                                                                         | 74                                                                         | 79                                                                         | 81                                                                         | 83                                                                         | 64                                                                         | 66                                                                         | 78                                                                         | 80                                                                         | 871                                                                        |
| Días de lluvias (≥ 1.0 mm)                                                 | 20                                                                         | 19                                                                         | 18                                                                         | 17                                                                         | 17                                                                         | 16                                                                         | 16                                                                         | 17                                                                         | 14                                                                         | 16                                                                         | 20                                                                         | 20                                                                         | 210                                                                        |
| Fuente: Wetterkontor (valores para el periodo 1961 a 1990)                 |                                                                            |                                                                            |                                                                            |                                                                            |                                                                            |                                                                            |                                                                            |                                                                            |                                                                            |                                                                            |                                                                            |                                                                            |                                                                            |

## Población
A 31 de diciembre de 2015 en el total del municipio vivían 7949 individuos los cuales se distribuían: 1937 en la propia Hellenthal, cabeza del municipio y 6526 repartidos entre las sesenta pedanías. La evolución de la población ha experimentado, desde mediados de la década de 1990, un paulatino descenso que la ha llevado de 8851 habitantes en 1995 a 7940 en la actualidad. Su densidad de población se sitúa en 58 habitantes por km², muy inferior a la que se da en Renania del Norte donde viven 524 personas por km².
Con todo, por parte de sus habitantes se desarrollan iniciativas tendentes a mejorar el futuro de la comunidad.
| Pedanías y sus habitantes en el municipio de Hellenthal (2015) |      |             |      |                   |      |               |      |                   |      |
| pedanía                                                        | hab. | pedanía     | hab. | pedanía           | hab. | pedanía       | hab. | pedanía           | hab. |
| Aufbereitung I                                                 | 2    | Hahnenberg  | 16   | Kreuzberg         | 122  | Oberschömbach | 104  | Unterdalmerscheid | 8    |
| Aufbereitung II                                                | 0    | Haus Eichen | 10   | Linden            | 5    | Paulushof     | 34   | Unterpreth        | 16   |
| Blumenthal                                                     | 417  | Hecken      | 218  | Losheim           | 234  | Pfeiffershof  | 3    | Unterschömbach    | 28   |
| Burch                                                          | 16   | Heiden      | 70   | Losheimergraben   | 10   | Ramscheid     | 245  | Whald             | 26   |
| Bungenberg                                                     | 39   | Hescheld    | 103  | Manscheid         | 78   | Ramscheidhöhe | 10   | Wiesen            | 97   |
| Büchem                                                         | 37   | Hollerath   | 550  | Metzigeroder      | 0    | Reifferscheid | 540  | Wildenburg        | 27   |
| Dickerscheid                                                   | 97   | Hönningen   | 79   | Miescheid         | 62   | Rescheid      | 216  | Winten            | 53   |
| Dommersbach                                                    | 155  | Ingersberg  | 38   | Miescheidheide    | 14   | Rodenbusch    | 2    | Wittscheid        | 66   |
| Eichen                                                         | 80   | Kamberg     | 145  | Neuhaus           | 34   | Schnorrenberg | 68   | Wolfert           | 302  |
| Felser                                                         | 130  | Kammerwald  | 214  | Oberdalmerscheid  | 17   | Schwalenbach  | 46   | Wollenberg        | 177  |
| Giescheid                                                      | 88   | Kehr        | 25   | Oberpreth         | 6    | Sieberath     | 87   | Zehnstelle        | 73   |
| Grube Wohlfahrt                                                | 5    | Kradenhövel | 12   | Oberreifferscheid | 157  | Udenbreth     | 422  | Zingscheid        | 47   |

| Hombres | Edad     | Mujeres |
| ------- | -------- | ------- |
| 4,72    | 75 y más | 6,26    |
| 6,22    | 65-75    | 6,50    |
| 6,65    | 55-65    | 6,58    |
| 9,24    | 45-55    | 8,11    |
| 6,38    | 35-45    | 6,30    |
| 4,32    | 25-35    | 3,75    |
| 6,01    | 15-25    | 5,29    |
| 7,09    | 0-15     | 6,57    |

En la propia Hellenthal, como cabeza municipal, de las 1637 personas que habitan la localidad, 829 eran hombres y 808 mujeres. Habitualmente, 262 personas vienen a trabajar diariamente al pueblo mientras 325 parten de la población para ejercer sus actividades en otros lugares.
Para el total del municipio de Hellenthal, un 4 % de las personas son extranjeras, menor porcentaje que el 9 % que se da tanto a nivel regional como nacional. Dentro del ámbito religioso, un 86 % de los habitantes se declaran cristianos (75 % católicos y 11 % evangélicos) mientras que un 14 % profesan otras religiones o no siguen ninguna. El porcentaje de cristianos es superior al total regional, donde son un 68% (41% católicos y 27% evangélicos) y al nacional, con un 59% (30% católicos y 29% evangélicos).
|      | Elecciones de 2013 al Bundestag Distribución de votos en el municipio de Hellenthal |            |
| Logo | Formación política                                                                  | % de votos |
|      | CDU – Unión Demócrata Cristiana                                                     | 52,06 %    |
|      | SPD – Partido Socialdemócrata de Alemania                                           | 21,02 %    |
|      | Alianza 90/Los Verdes                                                               | 6,33 %     |
|      | Die Linke (La Izquierda)                                                            | 4,22 %     |

Las familias con hijos representan el 44 %, algo más que el total regional del 41 %. Las familias monoparentales son el 8 %, inferior al regional del 12 %. Los hogares donde viven son de mayor tamaño que en el resto de la región: un 60 % tienen más de 100 mt2 y un 24 % son superiores a 140 mt2. Para el total de Renania del Norte, las viviendas de más de 100 mt2 son el 34 %, porcentaje que se reduce al 12 % para las mayores de 140mt2.
Un 76 % son propiedad de las personas que las habitan mientras que 23 % son ocupadas en régimen de alquiler. Estos porcentajes en su Estado federal son del 43 % y 55 % respectivamente. El porcentaje viviendas en propiedad a nivel nacional es del 46 %.
En cuanto a simpatías políticas, en las elecciones nacionales del año 2013, la CDU (Unión Demócrata Cristiana) fue el partido más votado con un 52,06 % de los votos.

## Comunicaciones

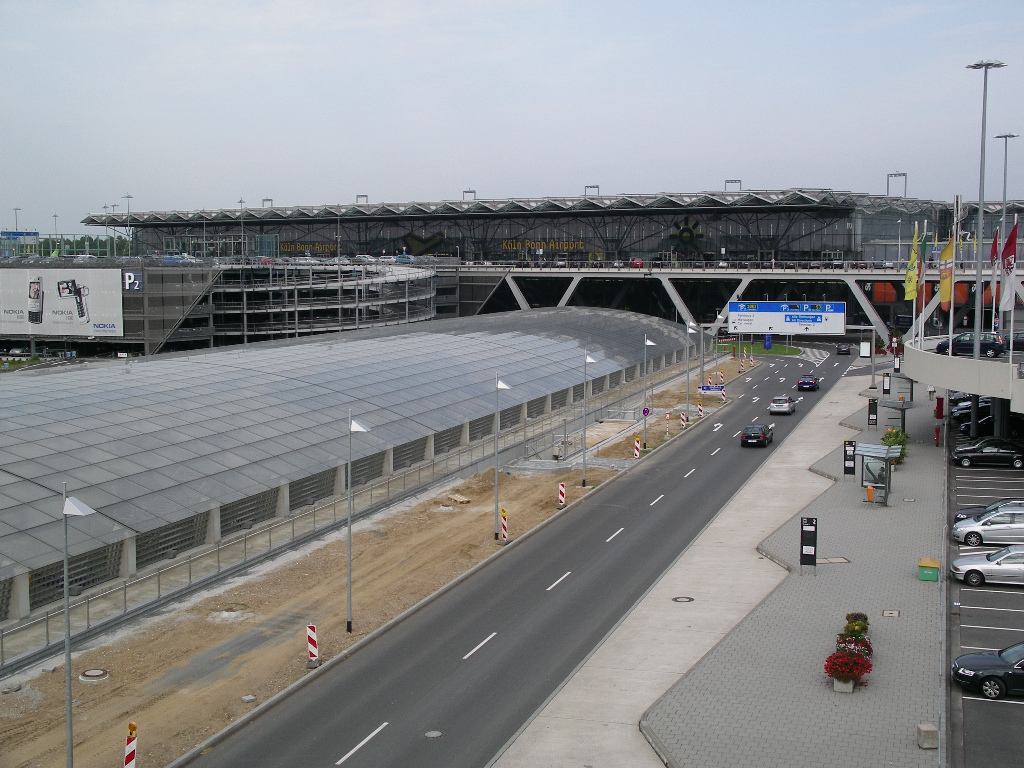
El aeropuerto de Colonia/Bonn, a 90 km, es el más cercano a Hellenthal.

La principal carretera que atraviesa Hellenthal es la carretera federal (Bundesstraße) B65 (Colonia-Prüm) que le permite la conexión con Schleiden, la autopista A1 y Colonia al noreste, mientras que al suroeste, es el acceso a Bélgica y la localidad de Prüm. Varias carreteras regionales (Landesstraße) y comarcales (Kreisstraße)  facilitan el acceso de las pedanías a la cabeza del municipio así como a la mencionada B65 y obras carreteras federales de discurren cerca del término.
No tiene comunicación por tren. Las estación más cercana se sitúa en Kall a 15 km. Hellenthal entra en ámbito de administración del tráfico de cercanías de la ciudad de Colonia. Tiene un total de tres paradas de autobús que permiten viajar a la mencionada Kall y a las localidades vecinas.
El aeropuerto más cercano es el Colonia/Bonn a unos 90 km.

## Economía
| Lugar de trabajo de los habitantes del municipio de Hellenthal (2011) | Personas | %      |
| --------------------------------------------------------------------- | -------- | ------ |
| Habitantes que trabajan en la misma localidad                         | 2553     | 58,3 % |
| Habitantes que trabajan otras localidades                             | 1653     | 37,7 % |
| Habitantes en situación de desempleo                                  | 175      | 4,0 %  |
| Total población activa                                                | 4381     | 100 %  |
|                                                                       |          |        |
| Ocupación de los puestos de trabajo en Hellenthal (2011)              | Puestos  | %      |
| Puestos ocupados por personas que viven en la localidad               | 2553     | 63,7 % |
| Puestos ocupados por personas que viven en otras localidades          | 1456     | 36,3 % |
| Total puestos de trabajo                                              | 4009     | 100 %  |

La población activa de Hellenthal la componen 4381 personas de las que un 38 % desarrollan su trabajo fuera de la localidad. Los puestos de trabajo, por su parte, son 4009 de los que un 36 % son ocupados por personas que viven en otras localidades y acuden diariamente a la localidad para trabajar. Esto es algo habitual en la región de Eifel, especialmente en el área norte donde dos tercios de los trabajadores se desplazan a otra población para desarrollar su labor.
La población en el total del municipio goza de un nivel económico inferior en comparación con el resto del país. Los ingresos medios anuales de los habitantes obligados a pagar impuestos son de 29 061 euros, un 8 % inferiores a la media de Alemania que se sitúa en 31 500 euros. La tasa media de impuestos que pagan es del 15,4 % mientras que la media nacional se sitúa en el 17,4 %.
En el municipio se localizan 6 empresas con más de 20 trabajadores que emplean a 1611 personas y facturan 375 millones de euros. Una de estas industrias se dedica al procesado de la piedra, otra al de metales, otra produce artículos electrónicos y la restante, fábrica  maquinaria.

## Infraestructuras sociales y asociaciones
La localidad cuenta con siete escuelas infantiles para atender las necesidades de sus habitantes. Se sitúan dos en la cabeza del municipio y cinco en las pedanías.
La educación primaria se ofrece en dos escuelas (Hellenthal y Reifferscheid) y la secundaría en Hellenthal. Para el bachillerato, los alumnos pueden acudir a dos institutos situados en Hellenthal y Steinfeld. En el vecino municipio de Schleiden también tienen disponible escuela secundaria e instituto.
En el ámbito sanitario, el municipio cuenta con famacias en Hellenthal y Blumenthal. Para la atención primaria y medicina general, existen profesionales en Hellenthal (2), Undenbreth y Blumenthal. El servicio médico especializado se presta mayoritariamente en municipios cercanos, por ejemplo la ginecología, para la que los habitantes tienen que acudir a Schleiden. Los hospitales más próximos se sitúan en Schleiden (6 km), Mechernich (26 km), Simmerath (30 km), Euskirchen (38 km) y Prüm (39 km). Finalmente, el municipio también cuenta con una amplia variedad de servicios para sus ciudadanos de la tercera edad.
No existe una delegación de la policía. La comisaría más cercana en la zona está situada en Schleiden a 10 km cuyo distrito de actuación incluye a Hellenthal. Cuenta con un equipo de bomberos voluntarios formado por más de 300 personas (hombres y mujeres) cuya estación principal se sitúa en Hellenthal a la vez que mantiene estaciones en las siete pedanías principales del municipio. Cuenta también con una sección juvenil donde se entrenan los futuros miembros.
En el ámbito religioso, los que siguen la confesión católica disponen de las iglesias de St. Anna en Hellenthal y St. Matthias en Reifferscheid; mientras que los de la evangélica tienen el pequeño templo de la Trinitatis-Kirchengemeinde Schleidener Tal en Hellenthal.
En el deportivo, el municipio cuenta con instalaciones abiertas con uso diurno y nocturno tanto en Hellenthal como en las pedanías de Blumenthal, Hollerath, Reifferscheid, Sieberath, Udenbreth y Winten. Los pabellones polideportivos cubiertos se encuentran en instalaciones escolares de Hellenthal, Reifferscheid y Udenbreth. También tienen su propio club deportivo creado en 1905, con más de 300 miembros que dispone de secciones de atletismo, bádminton, voleibol, tenis de mesa y fútbol.
Los habitantes de Hellenthal cuentan con un buen número de asociaciones que cubren un amplio abanico de actividades. Una Heimatverein, con el objetivo de mantener las peculiaridades y tradiciones locales, cuya sede se encuentra en la cabeza del municipio. Una asociación de mujeres rurales situada en la misma población. Varias «asociaciones de ciudadanos» en Hellenthal, Hönningen, Hescheld, Ingersberg, Oberreifferscheid, Kammerwald, Wolfert, Blumenthal, Hecken, Giescheid, Losheim, Oberschönbach, Ramscheid, Wittscheid, Wollenberg, Zehnstelle, Rescheid, Reifferscheid, Hollerath, y Wolfert. En el ámbito musical, cuentan con corales y otras uniones musicales tanto en Hellenthal como en alguna de sus pedanías. Igualmente, tienen ocho asociaciones juveniles y de scouts, seis comparsas de carnaval, tres agrupaciones de teatro, doce clubs deportivos, cinco agrupaciones locales del Eifelverein así como clubes de pesca, radioaficionados, esquí, ayuda a los refugiados, voluntarios de la Cruz Roja o una de las tradicionales Schützenbruderschaft o «hermandad de defensa» alemanas con el nombre de St. Matthias.

## Construcciones destacadas

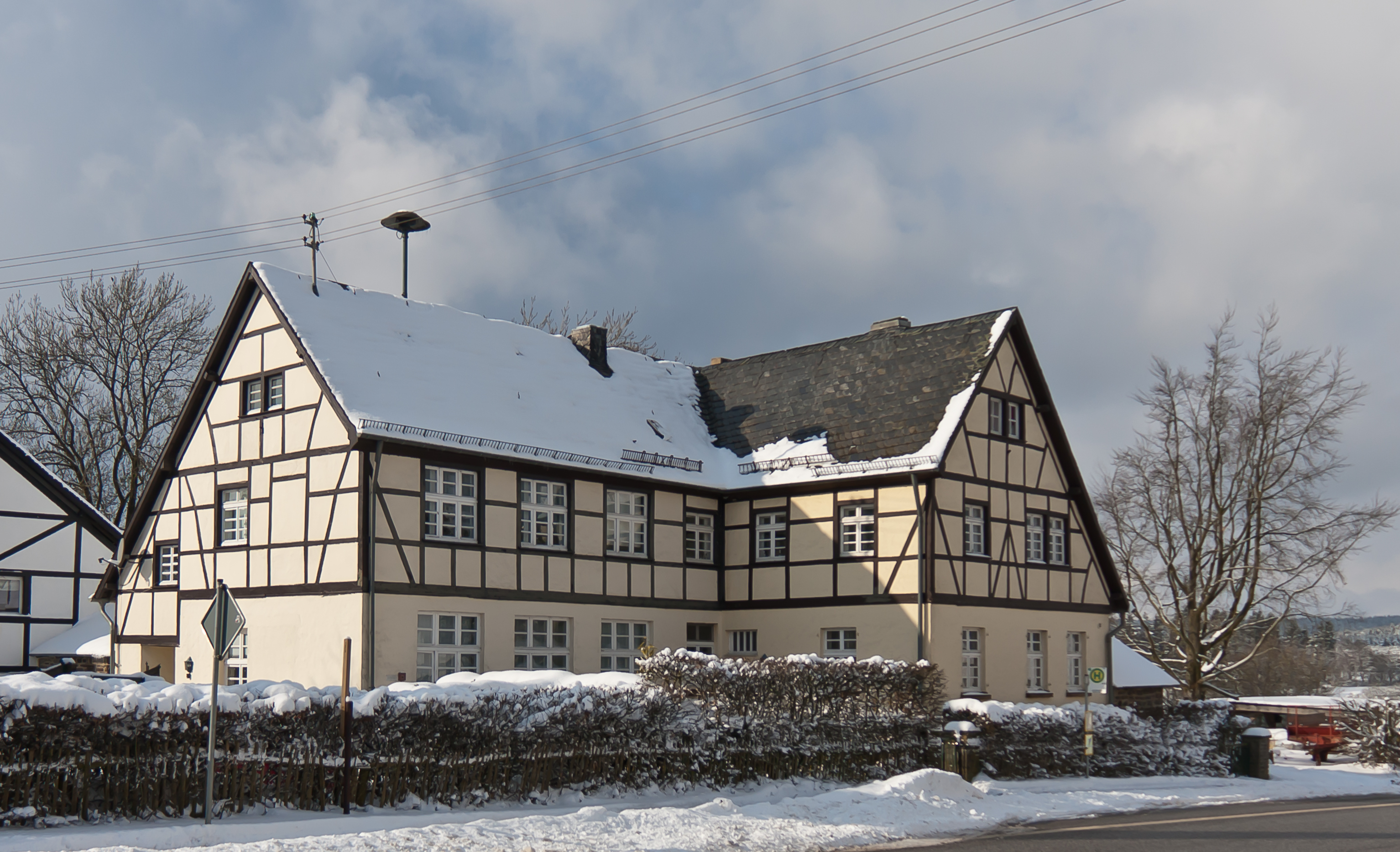
Antigua escuela en Losheim, protegida como bien cultural (Denkmal).

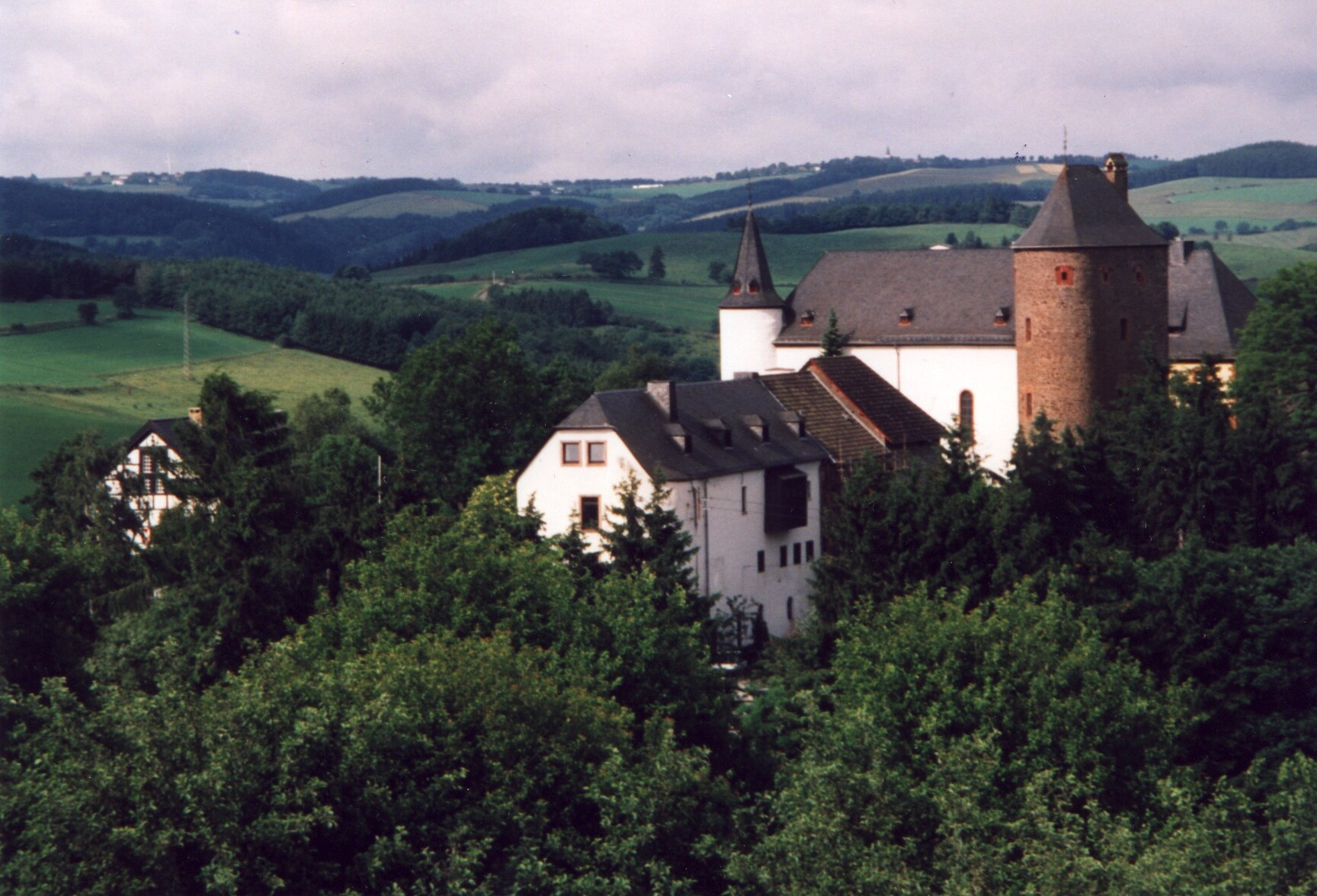
Fortificación de Wildenbrug, protegida como bien cultural (Denkmal).

El municipio de Hellenthal cuenta con un buen número de edificios e instalaciones calificados como bien cultural o Denkmal. Tanto en el municipio como en la región de Eifel se tienen establecidos normas e indicaciones claras con el fin de preservar la tipología y peculiaridades de sus localidades. De hecho, varias de ellas han obtenido buenas calificaciones en competiciones a nivel nacional como Unser Dorf soll schöner werden - Unser Dorf hat Zukunft (nuestro pueblo debe ser más hermoso – nuestro pueblo tiene futuro).
Estos elementos protegidos son principalmente viviendas, antiguas granjas, elementos religiosos (iglesias, capillas y cruces del camino) así como instalaciones de la línea Sigfrido. Están distribuidos en el municipio de la siguiente manera:
Hellenthal: varias viviendas y casas-talleres, antigua Villa Schoeller, hoy sede de correos;  el actual albergue juvenil; varias residencias en el bosque; la presa y sus instalaciones; el antiguo puesto de vigilancia del pantano; la iglesia evangélica; la iglesia de St. Anna; el antiguo cementerio; la capilla de St. Eduard en el bosque; instalaciones de la línea Sigfrido.
Pedanía de Aufbereitung I: una antigua vivienda-taller.
Pedanía de Blumenthal: las antiguas escuelas y estación de tren; varias viviendas-taller; la vivienda Villa Poensgen; la iglesia de St. Brigida; el cementerio judío; una cruz del camino.
Pedanía de Bruch: varias viviendas; un taller.
Pedanía de Dommersbach: una casa.
Pedanía de Eichen: varias granjas; instalaciones de la línea Sigfrido.
Pedanía de Giescheid: la capilla de St. Bartholomäus; un manantial.
Pedanía de Grube Wohlfhart: antiguas instalaciones industriales.
Pedanía de Haus Eichen: una granja.
Pedanía de Hecken: la antigua escuela y una casa-taller.
Pedanía de Hollerath: una residencia en el bosque; varias viviendas-taller; una vivienda; el camino excavado alter Römerweg; la iglesia de St. Bernhard; una cruz conmemorativa; instalaciones de la línea Sigfrido.
Pedanía de Kamberg: un memorial de guerra; instalaciones de la línea Sigfrido.
Pedanía de Kehr: la capilla de la Ascensión de María; instalaciones de la línea Sigfrido.
Pedanía de Kreuzberg: la antigua escuela; varias viviendas-taller; la iglesia de St. Antonius; tres cruces de camino.
Pedanía de Losheim: las antiguas estación de tren y escuela; la iglesia de St. Michael y su vivienda del párroco; la cruz del cementerio; instalaciones de la línea Sigfrido.
Pedanía de Manscheid: la antigua escuela; una casa-taller.
Pedanía de Miescheid: la antigua escuela; instalaciones de la línea Sigfrido.
Pedanía de Oberdalmerscheid: una cruz del camino.
Pedanía de Oberpreth: el antiguo molino.
Pedanía de Oberreifferscheid: una antigua granja; una casa-taller; el cementerio militar; la capilla de Hl. Lucía.
Pedanía de Oberschömbach: una antigua casa-taller; una cruz del camino.
Pedanía de Paulushof: las antiguas instalaciones mineras.
Pedanía de Ramscheid: la antigua escuela; una vivienda; una casa-taller; una granja; la capilla de St. Gangolf; instalaciones de la línea Sigfrido.
Pedanía de Rescheid: las antiguas instalaciones mineras; la iglesia de St. Barbara; una cruz del camino.
Pedanía de Reifferscheid: partes de la antigua muralla, el espacio de la plaza del mercado; varias casas-taller; varias viviendas; la iglesia de St. Matthias; dos cruces conmemorativas; dos cruces en el cementerio; tres cruces del camino; instalaciones de la línea Sigfrido.
Pedanía de Schnorrenberg: la antigua escuela; la capilla de St. Antonius zu Padua.
Pedanía de Schwalenbach: antiguas instalaciones industriales.
Pedanía de Sieberath: una capilla junto al camino.
Pedanía de Udenbreth: una vivienda; una granja; una casa-taller; el antiguo Ayuntamiento; la iglesia; el cementerio; una capilla memorial de guerra; instalaciones de la línea Sigfrido.
Pedanía de Wiesen: una antigua bodega; la capilla de la Virgen María; instalaciones de la línea Sigfrido.
Pedanía de Wildenburg: la fortificación, un antiguo puesto de vigilancia y restos de las murallas.
Pedanía de Wolfert: la antigua escuela; varias casas-taller; la iglesia de St. Ägidius.
Pedanía de Wollenberg: varias casas-taller y una capilla.

## Turismo

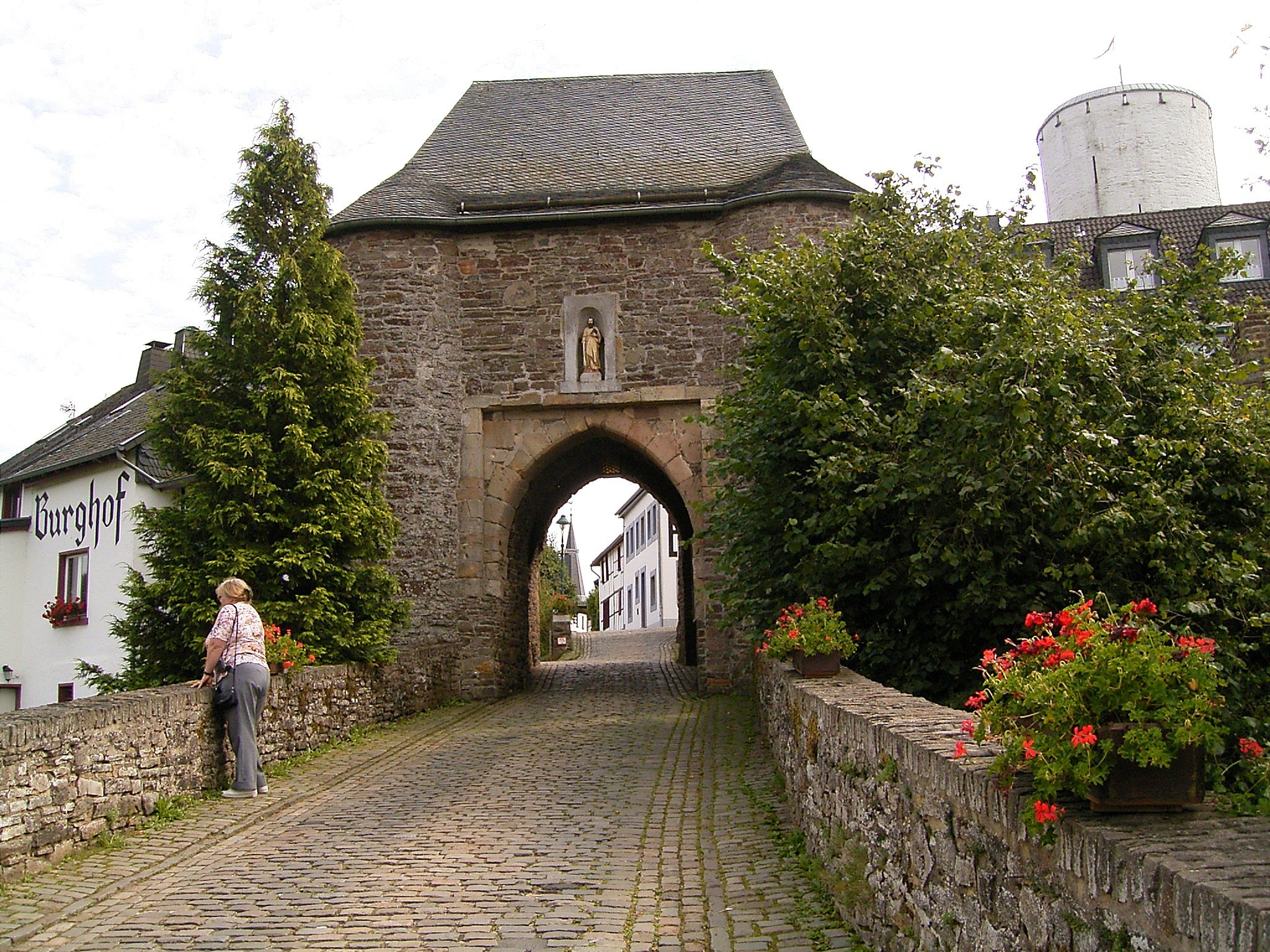
Entrada al área fortificada medieval de Reifferscheid

El municipio ofrece una amplia oferta turística bastante centrada en la naturaleza. En su web institucional destaca los siguientes elementos:
El pantano en el valle del arroyo Olef que destaca en su término municipal y que cuenta con varias rutas de senderismo y ciclismo a su alrededor.
La estación de aves rapaces donde se pueden contemplar un buen número de especies así como exhibiciones de cetrería.
La época de florecimiento de los narcisos, en primavera, cuando el paisaje junto a Hollerath se cubre de flores amarillas.
El área de deportes de invierno Weisser Stein junto a Udenbreth, el punto más elevado de Renania del Norte.
Los lugares fortificados de Reifferscheid y Wildenburg del siglo XII.
Las minas de Grube Wohlfahrt acondicionadas para su visita.
En Losheim, junto a la frontera belga, se encuentra el Ardenner Cultur Boulevard donde se realizan varias exposiciones anuales entre las que destacan ArsKrippana, considerada la más importante de Europa sobre belenismo; ArsTecnica sobre modelismo ferroviario; ArsFigura centrada en colecciones de figuras tanto artísticas como mecánicas o históricas, así como ArsMineralis en la que se exhiben fósiles y minerales.
Por el territorio municipal discurren un buen número de rutas de senderismo centradas principalmente en la naturaleza. Igualmente es lugar de paso de un Camino de Santiago y del camino de Matías.
Para el alojamiento de aquellos que lo visitan, el municipio dispone de treinta establecimientos de diversa tipología: hoteles, pensiones, casas de vacaciones, albergues, habitaciones en casas particulares y granjas, así como las típicas Gaststätte alemanas que, a modo de modernas posadas, son restaurantes que cuentan con habitaciones para alojamiento.

## Otra bibliografía utilizada en el artículo
1. NRW Landesdatenbank (2016).  Information und Technik Nordrhein-Westfalen, ed. Kommunalprofil für kreisfreie Städte, Kreise und Gemeinden in Nordrhein-Westfalen (Stand: 17.10. 2016): Hellenthal (PDF) (en alemán). Archivado desde el original el 30 de diciembre de 2016. Consultado el 3 de enero de 2017.

- Datos: Q240964
- Multimedia: Hellenthal / Q240964